# フランス人形
フランス人形（-にんぎょう）は、日本において西洋人形のうちの一部のものに対して用いられる名称。19世紀のフランスで作られた幼女形の人形を指したり、またロココ風の華麗なドレスに身を包んだ女性の人形を言う場合も多く、厳密に定義されているものではない。

## 歴史

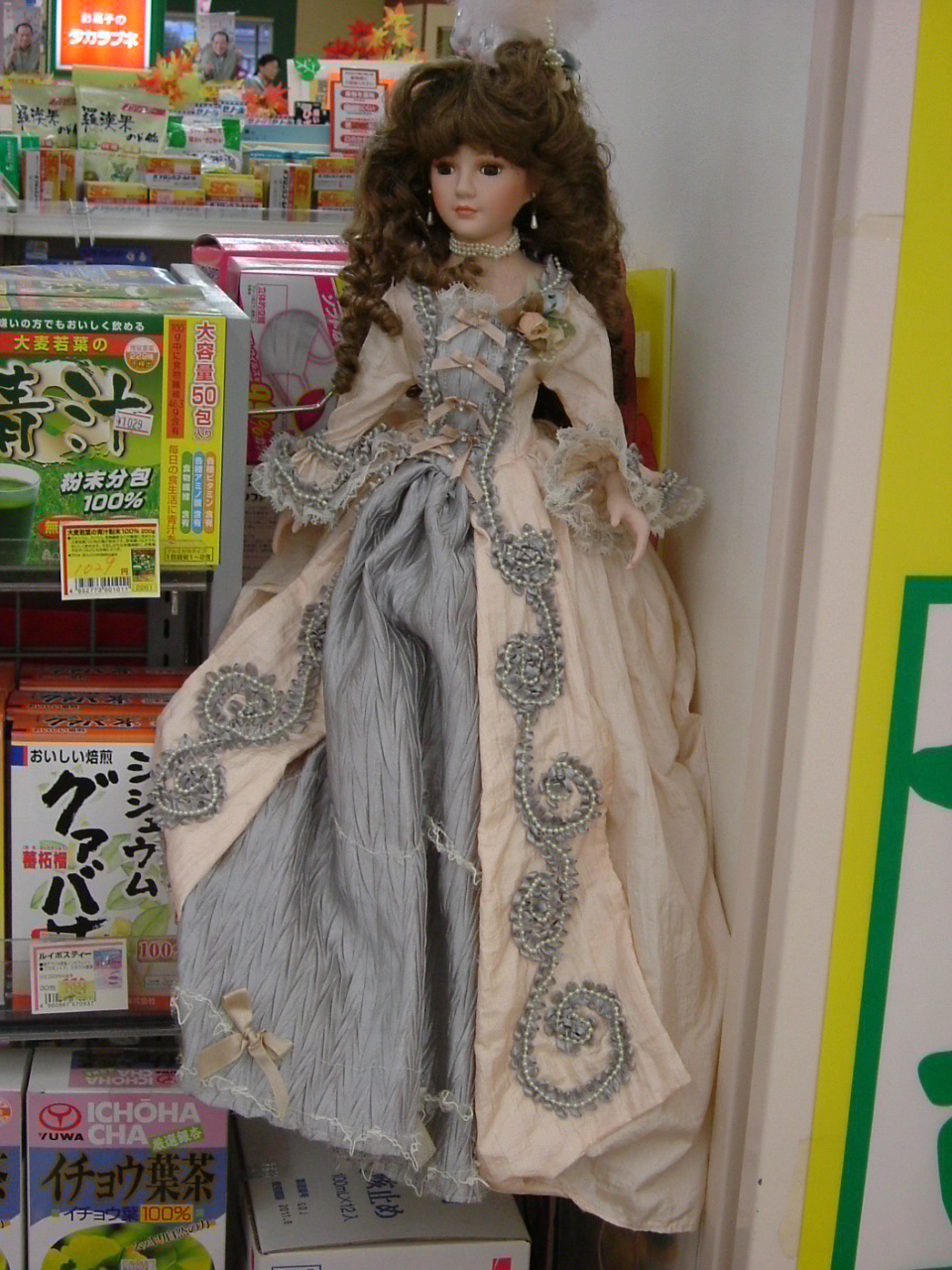
薬局の店頭に飾られているフランス人形。日本では一般的にこのような様式の人形をフランス人形と称する。（2008年11月2日撮影）

源流はルネサンス期にさかのぼるとされる。15世紀のイタリアで優秀な彫刻家兼人形師により優れた人形が製作され、それがフランスにも波及して、貴族女性の衣服を宣伝するための等身大の人形が作られた。いわばマネキンのようなものであるが、これが後のフランス人形につながったとされる。もっとも、当時はこうした手の込んだ人形は上流階級のもので、一般庶民の子供の玩具として広まったのは19世紀半ば以降である。即ち、フランス語でプペ・アン・ビスキュイ（poupée en biscuit）、英語でビスク・ドール（bisque doll）と呼ばれるもので、頭部が陶磁器で作られた幼女形の人形である。これが本来の意味でのフランス人形で、従って収集家や研究者などはもっぱらこれをフランス人形と称する。同じ様式のものはドイツなどでも量産され、世界的に普及した。日本でも製造されている(サクラビスクと呼ばれる日本生産のビスクドール､市松人形のような和風の顔のドールもある)。
20世紀に入って、第一次世界大戦を境にヨーロッパの人形生産は衰退し、代わってアメリカで、セルロイドその他を用いた安価な人形が大量生産され、第二次世界大戦後は合成樹脂の発展によって新たな趣向の人形が普及するようになって、ビスク・ドール系の人形はほぼ消滅した。今ではアンティーク・ドールとしてマニア間で取引され、私蔵される程度である。

## 日本におけるフランス人形
日本では、第一次世界大戦でヨーロッパの人形生産が滞ると、ビスク・ドールを模倣したものを生産して海外に輸出したが、国内では、一部上流階級や富裕層以外は外国製あるいは外国風の人形を玩具や調度とすることはなかった。第二次世界大戦後、経済が復興して国民生活に余裕ができ、またアメリカ文化の強い影響により洋風化が進み、西洋風の人形を部屋に飾る事も当たり前になったが、一般には、フリルやリボンなどの装飾を多く用いたローブ・デコルテを着けたものを、生産国に関係なくフランス人形と言うようになった。実際には欧米で作られたものは、その顔立ちなどが必ずしも日本人の好みに合うわけではなく、日本でフランス人形として流通している、ややあどけなさを加えて日本人の嗜好に合わせたもの(文化人形のフランス人形など顔が布製のもの)の大部分は日本製であったと言ってよい。子供の玩具として用いられる事はなく、部屋の調度品とされる。また、フランス人形の顔立ちや、古くから作られたということから、よくホラー漫画や映画に登場し、呪いの象徴として使われることも少なくない。

### 昭和初期のフランス人形
昭和初期のフランス人形とは、プレスされたマスクに顔を描き入れ、胴体や四肢を組み付けてドレスを着せたり飾りを付けたりしたものであり、フランス人形と命名したのは中原淳一とされる。命名については、1932年（昭和7年）中原淳一が自ら作成した人形の初展覧会を銀座松屋で行うにあたり担当者と相談して決めた。ただし、フランス人形という言葉自体は童謡「おもちゃのマーチ」で既に歌われていたが、具体的な形状は知らなかったという。
この頃のフランス人形は主に自分で作成するものであり、『少女の友』『主婦之友』などで作成記事が掲載されることも多かった。